# Józef Hen

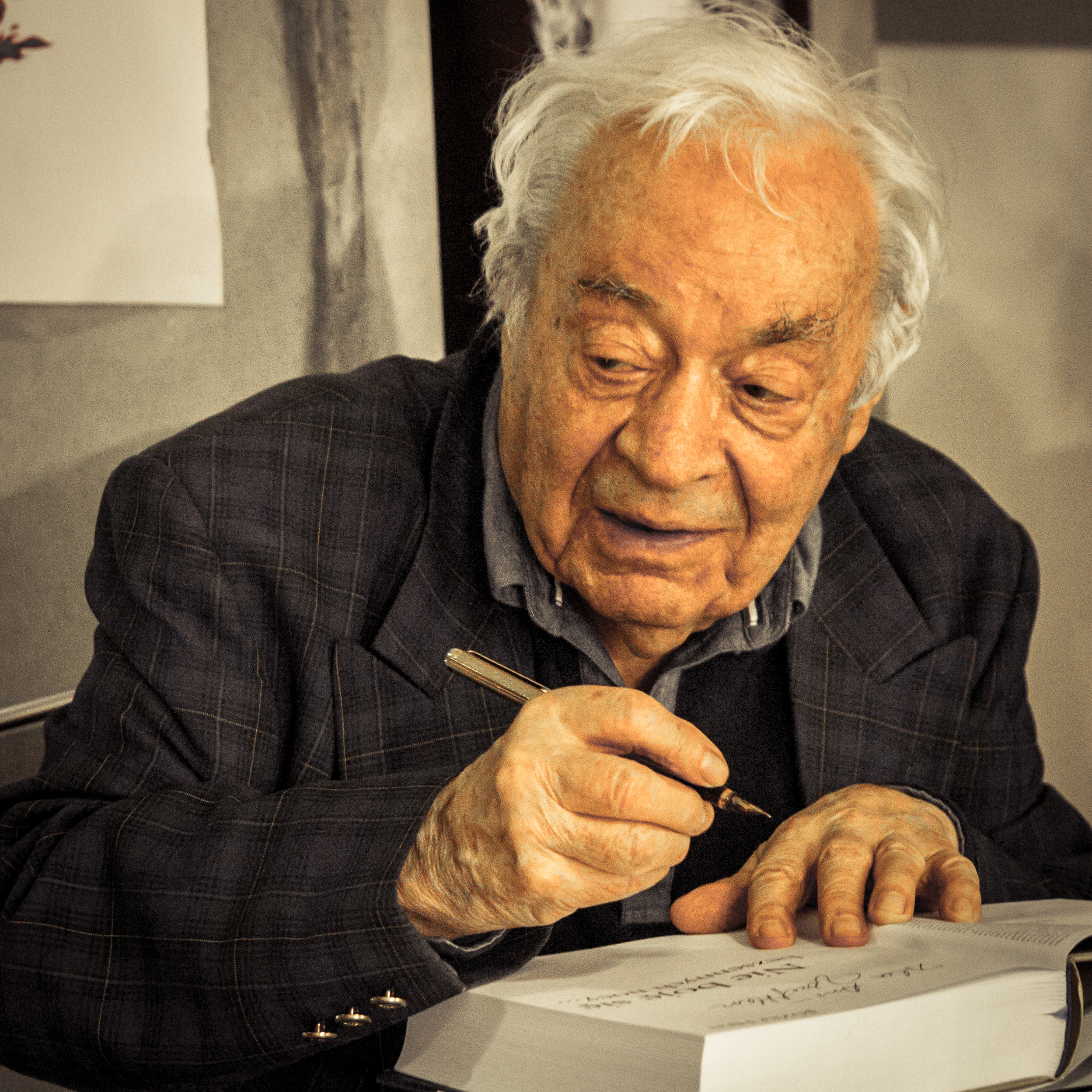
Hen podczas Warszawskich Targów Książki (2013)

Józef Hen, pierwotnie Józef Henryk Cukier (ur. 8 listopada 1923 w Warszawie) – polski pisarz i publicysta dramaturg, reportażysta, scenarzysta filmowy pochodzenia żydowskiego.

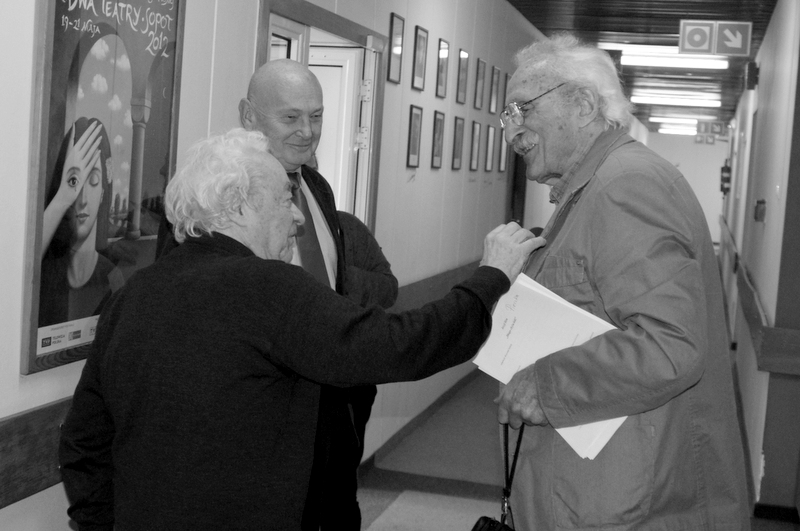
Józef Hen i Franciszek Pieczka w Teatrze Polskiego Radia (2012)

## Życiorys
Urodził się i wychował w kamienicy przy ul. Nowolipie 53 w Warszawie. Jego ojciec, Roman (Rubin) Cukier z Radzynia, był rzemieślnikiem hydraulikiem, matka Ewa (Chawa) Hampel pochodziła z Warszawy. Miał trójkę starszego rodzeństwa, dwie siostry i brata.
W dzieciństwie współpracował z założonym przez Janusza Korczaka „Małym Przeglądem”. Ukończył (mała matura) prywatne żydowskie Gimnazjum Męskie im. Magnusa Kryńskiego przy ul. Miodowej 5. Od września 1939 miał kontynuować naukę w liceum w klasie o profilu matematyczno-przyrodniczym.
Podczas obrony Warszawy we wrześniu 1939 przebywał na Nowolipiu. W listopadzie 1939 opuścił miasto i przedostał się do Białegostoku. Wojnę spędził w Związku Radzieckim. Pracował przy budowie szosy Lwów-Kijów, a potem trafił do Samarkandy w Uzbekistanie. Mimo dobrej kondycji fizycznej, nie został przyjęty do Armii Andersa. W 1944 wstąpił do Ludowego Wojska Polskiego i wtedy publikował pierwszy wiersz (Łódź wierna) w piśmie „Głos Żołnierza”. W czasie wojny stracił ojca, zabitego w 1945 w Buchenwaldzie, brata Mojżesza (ur. 1920), który zaginął w ZSRR i siostrę Mirkę (1917–1942). Wojnę przeżyły matka i siostra Stella (ur. 1915) i w 1957 wyjechały do Tel Awiwu.
W 1944 przyjął pseudonim literacki „Hen”, który z czasem zaczął mu służyć za nazwisko. Zaraz po wojnie, był redaktorem tygodnika „Żołnierz Polski”. W 1947 razem z redakcją tygodnika wrócił do Warszawy. Służbę wojskową zakończył w stopniu kapitana w 1952.

## Twórczość
W 1947 opublikował pierwszą książkę Kijów, Taszkent, Berlin. Dzieje włóczęgi, która została uznana za obiecujący debiut. Pisał reportaże, nowele, opowiadania, prozę historyczną i powieści dla dorosłych i młodzieży, a także scenariusze filmowe, które niekiedy też reżyserował, m.in. Autobusy jak żółwie. Na podstawie jego scenariuszy, będących adaptacjami własnych utworów, nakręcono w pierwszej połowie lat 60. m.in. filmy Krzyż Walecznych, Nikt nie woła, Kwiecień i Prawo i pięść. Później sfilmowano też opowiadania z cyklu Przeciw diabłom i infamisom / Przypadki starościca Wolskiego, serial Rycerze i rabusie, a także powieść Crimen, serial pod tym samym tytułem Crimen (Hen wycofał z napisów czołowych swoje nazwisko jako autora scenariusza i na jego żądanie formułę „na podstawie powieści” zastąpiono słowami „na motywach powieści”). Józef Hen był także autorem wielu scenariuszy filmowych nie tylko dla ekranizacji własnej twórczości, ale także np. do serialu Życie Kamila Kuranta według prozy Zbigniewa Uniłowskiego i niekiedy współscenarzystą, jak w przypadku filmu Jerzego Hoffmana Stara baśń. Kiedy słońce było bogiem, swobodnej adaptacji klasycznej powieści Józefa Ignacego Kraszewskiego.
W latach 1967–1969 był atakowany przez środowisko tzw. partyzantów. Nawiązał wówczas współpracę z paryską „Kulturą” Jerzego Giedroycia, w której opublikował trzy opowiadania pod pseudonimem Korab (Western, Oko Dajana, Bliźniak). W styczniu 1976 roku podpisał list protestacyjny do Komisji Nadzwyczajnej Sejmu PRL przeciwko zmianom w Konstytucji Polskiej Rzeczypospolitej Ludowej.
Napisał m.in. powieść dla młodzieży Bitwa o Kozi Dwór (1955), nawiązującą częściowo do Chłopców z Placu Broni Ferenca Molnára, powieść wojenną Kwiecień (1960), dwie autobiograficzne powieści tworzące cykl „Teatr Heroda” o dojrzewaniu tuż przed II wojną światową i podczas oblężenia Warszawy w 1939 roku („Przed wielką Pauzą” i „Opór”), liczne zbiory opowiadań, w tym Krzyż Walecznych (1964), powieść historyczną Crimen (1975) i tomy esejów Nie boję się bezsennych nocy (1987) i wspomnień Nowolipie (1991). Inną pozycją w jego dorobku są beletryzowane biografie, wśród nich Ja, Michał z Montaigne (1978) – panorama Europy XVI wieku, ujęta na tle życiorysu francuskiego pisarza, myśliciela i eseisty Michela de Montaigne i Błazen – wielki mąż (1998) – obszerny szkic postaci i wielostronnej działalności Tadeusza Boya-Żeleńskiego, przetykany refleksjami autora na temat epoki, która była jego dzieciństwem (książka miała trzy wydania).
Hen doczekał się kilkunastu tłumaczeń, w tym na czeski, niemiecki, francuski i rosyjski. Przez długie lata (do 1982) był działaczem Związku Literatów Polskich. Był też członkiem komitetu wyborczego Włodzimierza Cimoszewicza w wyborach prezydenckich w 2005. Jest członkiem Stowarzyszenia Pisarzy Polskich.

## Życie prywatne
Mieszka w Warszawie. Z małżeństwa z Ireną z domu Lebewal (1922–2010) ma dwoje dzieci: Magdalenę (ur. 1950, żona fizyka Eryka Infelda) i Macieja (ur. 1955).
W 2023 roku, w muzeum Polin, świętował w towarzystwie czytelników swoje setne urodziny.

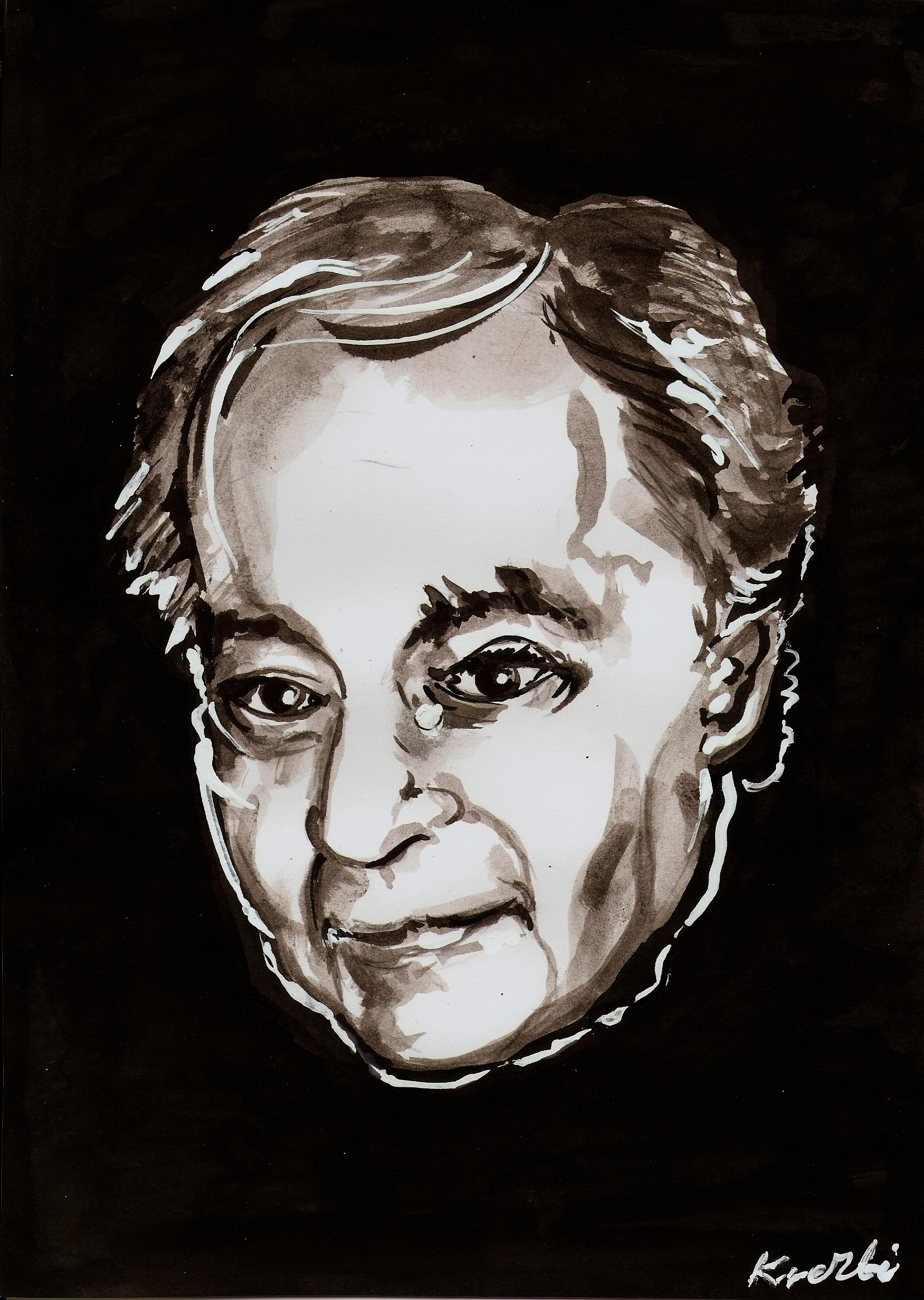
Józef Hen w rysunku Zbigniewa Kresowatego

## Dzieła
- Kijów, Taszkient, Berlin, Wydawnictwo „Literatura Polska”, Katowice 1947.
- Druga linia, Wydawnictwo MON, 1951.
- Moja kompania, Wydawnictwo MON, 1951.
- Notes lejtnanta Nikaszyna, Nasza Księgarnia, 1952.
- W dziwnym mieście (powieść), Czytelnik, 1954
- Bitwa o Kozi Dwór (powieść dla dzieci), Nasza Księgarnia, 1955.
- Cud z chlebem (opowiadania), Iskry, 1956.
- Skromny chłopiec w haremie (reportaże z ZSRR), Iskry, 1957.
- Bicie po twarzy (opowiadania), Wydawnictwo MON, 1959
- Więzień i jasnowłosa (powieść), Iskry, 1960.
- Kwiecień (powieść), Czytelnik, 1961.
- Opowiadania, Wydawnictwo MON 1962.
- Krzyż walecznych (opowiadania), Wydawnictwo MON, 1964.
- Toast (powieść – od 1997 wznawiana pod tytułem Prawo i pięść), Wydawnictwo Literackie, 1964.
- Przed wielką pauzą (pierwsza część cyklu powieściowego Teatr Heroda), Czytelnik, 1966.
- Opór (druga część cyklu powieściowego Teatr Heroda), Czytelnik, 1967.
- Mgiełka (opowiadania), PIW, 1970.
- Twarz pokerzysty (powieść), Czytelnik, 1972.
- Przeciw diabłom i infamisom (cykl opowiadań historycznych dla młodzieży), RSW Prasa Książka Ruch, 1973
- Yokohama (powieść), PIW, 1974.
- Crimen: opowieść jarmarczna (powieść), Ludowa Spółdzielnia Wydawnicza, 1975.
- Ja, Michał z Montaigne (biografia literacka), Czytelnik, 1978.
- Zagadkowy Arre (powieść dla dzieci), Nasza Księgarnia 1979, ISBN 83-10-07533-2.
- Milczące między nami (powieść), PIW, 1985. ISBN 83-06-01020-5.
- Nie boję się bezsennych nocy, Czytelnik, 1987, ISBN 83-07-01350-X.
- Powiernik serc (opowiadania), Wydawnictwo Literackie, 1988. ISBN 83-08-01784-3.
- Królewskie sny, Iskry, 1989, ISBN 978-83-207-1188-2.
- Nikt nie woła, Wydawnictwo Literackie, 1990, ISBN 978-83-08-02201-6.
- Nowolipie, Iskry, 1991, ISBN 83-207-1358-7.
- Nie boję się bezsennych nocy… z księgi drugiej, BGW, 1992. ISBN 83-7066-464-4.
- Odejście Afrodyty, Twój Styl, 1995, ISBN 83-85443-84-3.
- Najpiękniejsze lata, ANEKS, Londyn, 1996, ISBN 1-897962-16-9.
- Błazen – wielki mąż, Iskry, 1998, ISBN 83-207-1611-X – nominacja do Nagrody Literackiej Nike 1999
- Nie boję się bezsennych nocy… z księgi trzeciej, Czytelnik, 2001, ISBN 83-07-02814-0.
- Mój przyjaciel król, Iskry, 2003. ISBN 83-207-1739-6 – nominacja do Nagrody Literackiej Nike 2004[15]
- Bruliony profesora T., PIW 2006 ISBN 83-06-03006-0.
- Pingpongista, W.A.B. 2008 ISBN 978-83-7414-426-1.
- Dziennik na nowy wiek, W.A.B. 2009, ISBN 978-83-7414-706-4.
- Szóste, najmłodsze i inne opowiadania, W.A.B. 2012, ISBN 978-83-7747-639-0.
- Dziennika ciąg dalszy, Wydawnictwo Literackie, 2014 ISBN 978-83-08-05474-1.
- Powrót do bezsennych nocy. Dzienniki, Sonia Draga, Katowice 2016, ISBN 978-83-7999-740-4.
- Ja, deprawator, Sonia Draga, Katowice 2018, ISBN 978-83-8110-525-5.
- Bez strachu. Dziennik współczesny, MG, 2020, ISBN 978-83-7779-662-7.

## Ordery i odznaczenia
- Krzyż Komandorski z Gwiazdą Orderu Odrodzenia Polski (2 listopada 1998)[16]
- Krzyż Kawalerski Orderu Odrodzenia Polski (1964)[17]
- Krzyż Walecznych (1945)[17]
- Złoty Krzyż Zasługi (11 lipca 1955)[18]
- Brązowy Medal „Za zasługi dla obronności kraju” (1967)[19]
- Złoty Medal „Zasłużony Kulturze Gloria Artis” (12 października 2006)[20][21]
- Medal „Zasłużony dla Tolerancji” (2002)[22]
- Medal ZAiKS-u (1988)[23]
- Odznaka honorowa ZAiKS-u (1978)[23]

## Nagrody
- 1974 – Nagroda Przewodniczącego Komitetu ds. Radia i Telewizji
- 1980 – Nagroda Przewodniczącego Komitetu ds. Radia i Telewizji I stopnia za wybitnie wartościową twórczość literacką w dziedzinie filmu telewizyjnego
- 1989 – Nagroda Ministra Kultury i Sztuki I stopnia
- 1990 – Nagroda Przewodniczącego Komitetu ds. Radia i Telewizji
- 1999 – Nagroda specjalna ZAIKS-u za całokształt twórczości ze szczególnym uwzględnieniem biografii Tadeusza Boya-Żeleńskiego Błazen-wielki mąż
- 2007 – „Pióro Mistrza” – nagroda za całokształt twórczości na 13. Festiwalu „Lato Filmów” w Toruniu
- 2008 – Nagroda Literacka im. Władysława Reymonta[24]
- 2009 – Nagroda Literacka m.st. Warszawy w kategorii „Warszawski twórca”[25]
- 2015 – Nagroda  „Odry” 2015 za wydany w 2014 roku tom Dziennika ciąg dalszy[26]
- 2016 – Nagroda Stowarzyszenia Filmowców Polskich za wybitne osiągnięcia artystyczne
- 2017 – Nagroda Polskiego PEN Clubu im. Jana Parandowskiego[27]
- 2018 – Nagroda 100-lecia ZAiKS-u (2018)[28]
- 2023 – Paszport Polityki w kategorii Kreator Kultury[29]